# Malajski jezik
Malajski jezik makrojezik je i glavni jezik malajičke grane austronezijske jezične porodice. Kao prometni jezik indijskih, kineskih i europskih trgovaca (a u prošlosti i jezik islamske ekspanzije), on se govori po čitavoj Indoneziji i na malajskom poluotoku sve do južnog Tajlanda. On tvori podlogu standardnog malajskog jezika Malezije (nazivanu bahasa Malaysia - malezijskom jezikom), a i službenog jezika Indonezije (bahasa Indonesia) pa se često naziva indonezijskim jezikom. U sociolingvistici se malajski jezik klasificira kao policentrični standardni jezik. Od 1986. Indonezija, Brunej i Malezija zajednički standardiziraju pravopis i terminologiju. Indonezija i Malezija to čine već od 1972., kada su osnovale Jezični savjet za Indoneziju i Maleziju, a Brunej im se pridružio 1986., kada je postao i član tog savjeta. Singapur, četvrta država u kojoj se govori isti policentrični jezik, ima po vlastitom izboru status promatrača u Savjetu i primjenjuje u praksi rezultate dogovora članica Savjeta oko pravopisnih i terminoloških pitanja. U toku svoga širenja primio je mnoge elemente iz sanskrta, tamilskog, arapskog, kineskog, portugalskog, nizozemskog.
Govorni malajski jezik znatno se razlikuje od pisanog (time što upotrebljava korijene riječi umjesto izvedenica, što izostavlja vezne čestice itd.) Ovaj se jezik dijeli na više dijalekata: riuski, južnosumatrijski, molučki, džakartski... 
Pod utjecajem Engleza i Nizozemaca uvedena je latinica.

## Individualni jezici
- Bacanese malajski [btj]
- Bangka [mfb]
- Banjar [bjn]
- Berau malajski [bve]
- Brunei [kxd]
- Bukit malajski [bvu]
- Centralnomalajski [pse]
- Cocos Islands malajski [coa]
- Col [liw]
- Duano [dup]
- Haji [hji]
- Indonezijski [ind]
- Jakun [jak]
- Jambi Malajski [jax]
- Kaur [vkk]
- Kedah Malajski [meo]
- Kerinci [kvr]
- Kota Bangun Kutai malajski [mqg]
- Kubu [kvb]
- Loncong [lce]
- Lubu [lcf]
- Malajski (individualni) [mly]  (povučen 2008-02-18)
- malajski (individual language) [zlm]
- Manado malajski [xmm]
- Minangkabau [min]
- Musi [mui]
- Negeri sembilan malajski [zmi]
- Sjevernomolučki malajski [max]
- Orang Kanaq [orn]
- Orang Seletar [ors]
- Pattani malajski [mfa]
- Pekal [pel]
- Sabahanski malajski [msi]
- Standardni malajski [zsm]
- Temuan [tmw]
- Tenggarong kutai malajski [vkt]
- Urak Lawoi' [urk]

## Vanjske poveznice
- Ethnologue (14th)
- Ethnologue (15th)
- Ethnologue (16th)